# رئاسة بيل كلينتون
بدأت رئاسة بيل كلينتون ظهرًا بتوقيت شرق الولايات المتحدة في 20 يناير 1993، عندما نُصِّب بيل كلينتون الرئيس الثاني والأربعين للولايات المتحدة، وانتهت رئاسته في 20 يناير 2001. تولى كلينتون، وهو ديمقراطي من أركنساس، منصبه بعد انتصار حاسم على الرئيس الجمهوري جورج بوش الأب ورجل الأعمال المستقل روس بيروت في الانتخابات الرئاسية عام 1992. بعد أربع سنوات، في انتخابات عام 1996، هزم كلينتون كلًا من بيروت والجمهوري بوب دول وظفر بإعادة انتخابه. خلف كلينتون الجمهوري جورج دبليو بوش، الذي فاز في الانتخابات الرئاسية عام 2000.

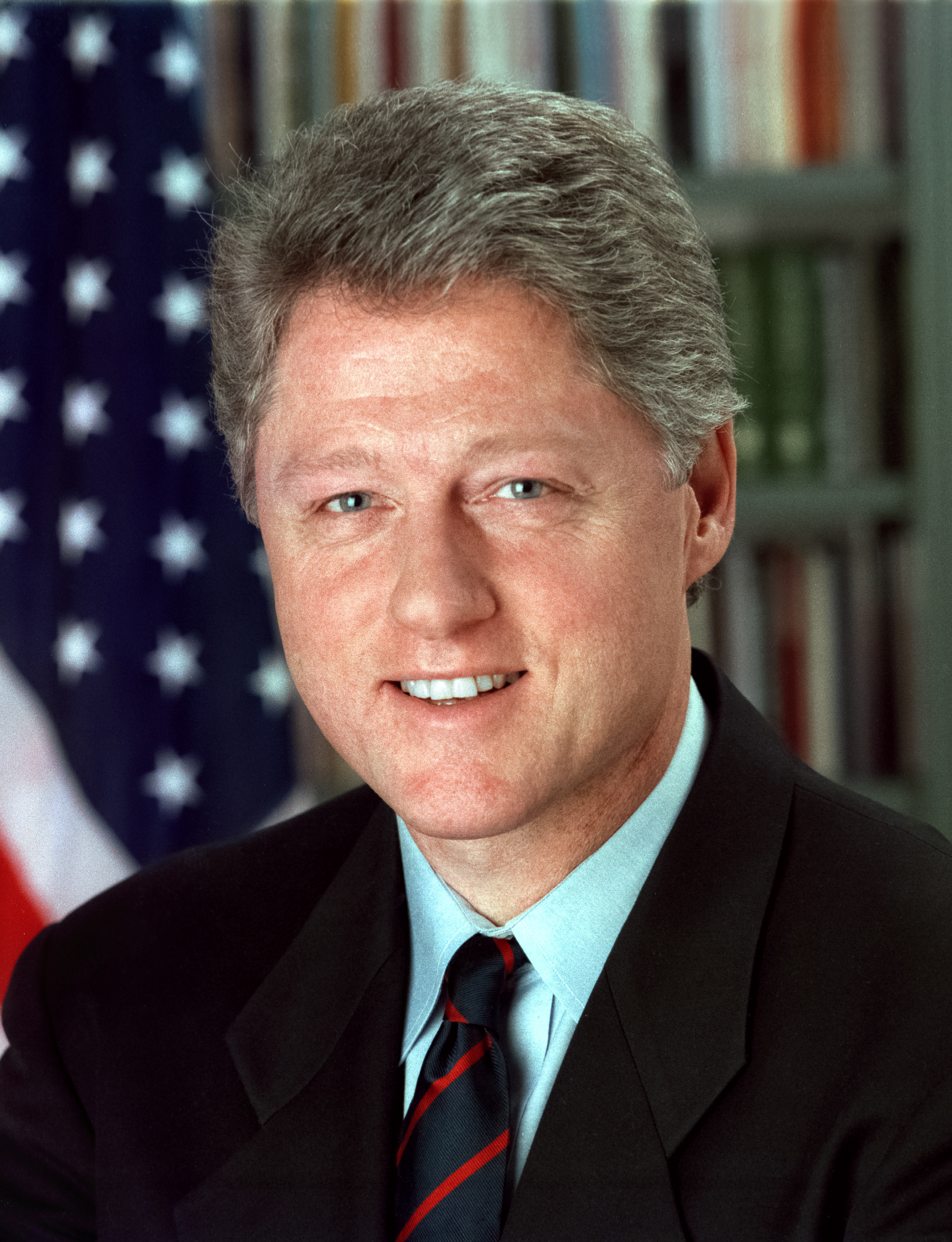
بيل كلينتون

شهدت أمريكا فترةً طويلةً من الازدهار الاقتصادي خلال رئاسة كلينتون. بعد أشهر من ولايته الأولى، وقع على قانون تسوية الموازنة الشامل لعام 1993، الذي رفع الضرائب ومهد الطريق لفائض الميزانية في المستقبل. حصل كلينتون على التصديق على اتفاقية التجارة الحرة لأمريكا الشمالية، وهي اتفاقية تجارية فاوض عليها الرئيس جورج بوش الأب بين الولايات المتحدة وكندا والمكسيك. لم تحصل مبادرة كلينتون التشريعية الأكثر طموحًا، وهي خطة لتوفير رعاية صحية شاملة، على تصويت كافي في الكونجرس لأنه لم يتمكن من كسب دعم الكونجرس الكافي لهذه السياسة. سيطر الجمهوريون على الكونجرس في انتخابات 1994 واقترح الجمهوريون في الكونجرس بقيادة رئيس مجلس النواب نيوت غينغريتش العديد من السياسات المحافظة. اعترض كلينتون على العديد من هذه السياسات، لكنه وقع على قانون المسؤولية الشخصية وفرص العمل ليصبح قانونًا ساريًا.
في السياسة الخارجية، أطلق كلينتون حملة قصف كبرى في البلقان، ما أدى إلى إنشاء محمية للأمم المتحدة في كوسوفو. لعب دورًا رئيسيًا في توسيع دور الناتو نحو دول الكتلة الشرقية السابقة لكنه ظل على علاقة جيدة مع الرئيس الروسي بوريس يلتسين. خلال فترة ولايته الثانية، ترأس كلينتون إنشاء برنامج التأمين الصحي للأطفال ورفع القيود عن صناعة المال والاتصالات. شهدت الولاية الثانية لكلينتون أول فائض في الميزانية الفيدرالية منذ الستينيات، ولكن قضية عزله في عام 1998 طغت على هذا الإنجاز. ظهرت قضية عزله بعد أن نفى وجود علاقة مع مونيكا لوينسكي وهي متدربة في البيت الأبيض. رغم تصويت مجلس النواب لصالح عزل كلينتون، برأه مجلس الشيوخ من جميع التهم.
غادر كلينتون منصبه بنسب قبول عالية، رغم هزيمة خليفته الذي فضله، نائب الرئيس آل غور، بفارق ضئيل لصالح حاكم تكساس جورج دبليو بوش في الانتخابات الرئاسية عام 2000. منذ نهاية رئاسة كلينتون، مال المؤرخون وعلماء السياسة إلى تصنيف كلينتون كرئيس فوق المتوسط. 

## الانتخابات الرئاسية لعام 1992
أقنعت شعبية الرئيس جورج دبليو بوش في أعقاب حرب الخليج الناجحة عام 1991 العديد من الديمقراطيين البارزين بالابتعاد عن الانتخابات الرئاسية لعام 1992. مع غياب قادة الحزب مثل ماريو كومو وديك غيبهاردت عن الانتخابات، تألف المجال الديمقراطي الأساسي لعام 1992 من مرشحين غير معروفين نسبيًا. وكان من بين أولئك الذين سعوا إلى الترشيح الديمقراطي السناتور السابق بول تسونغاس من ولاية ماساتشوستس، والحاكم السابق جيري براون من كاليفورنيا، وبيل كلينتون، الذي كان يشغل منصب حاكم ولاية أركنساس منذ عام 1983. ظهر كلينتون في مقدمة المرشحين للترشيح بعد أول مجموعة من الانتخابات التمهيدية في فبراير 1992. تغلب كلينتون، العضو المؤسس لمجلس القيادة الديمقراطية الوسطي، على معارضة ديمقراطيين ليبراليين مثل براون ونال الترشيح الديمقراطي في أبريل 1992.
تغلب بوش على تحدي من المعلق المحافظ بات بوكانان للفوز بترشيح حزبه. وفي الوقت نفسه، برز المرشح المستقل روس بيروت، رجل الأعمال الملياردير من تكساس، كعامل رئيسي في السباق. أدار بيروت حملة شعبية ركزت على الناخبين الذين خاب أملهم من كلا الحزبين، وأكد معارضته لاتفاقية التجارة الحرة لأمريكا الشمالية ورغبته في موازنة الميزانية الفيدرالية. أظهرت استطلاعات الرأي التي أجريت في أوائل يونيو 1992 أن بوش يتقدم في السباق، يليه بيروت ثم كلينتون. من يوليو إلى سبتمبر، انسحب بيروت مؤقتًا من السباق، ما تسبب في أضرار بالغة لفرصة ترشحه. في المؤتمر الوطني الديمقراطي لعام 1992، اختار كلينتون السيناتور آل غور من تينيسي رفيقًا له في الترشح، وساعد المؤتمر الناجح على توحيد الديمقراطيين وراء كلينتون. في حين أن المؤتمر الوطني الجمهوري لعام 1992 ركز بشدة على القضايا الاجتماعية، ركزت حملة كلينتون على حالة الاقتصاد، التي كانت لا تزال ناشئة من الركود في أوائل التسعينات.
في يوم الانتخابات، فاز كلينتون بنسبة 43% من الأصوات الشعبية وأغلبية واسعة في المجمع الانتخابي. حصل بوش على 37.4% من الأصوات الشعبية، في حين حصل بيروت على 18.9%، وهي أقوى نسبة لحزب ثالث أو مرشح رئاسي مستقل منذ انتخابات عام 1912. أظهرت الدراسات اللاحقة أن بيروت جذب ناخبيه بشكل متساو تقريبًا من كلينتون وبوش. تضمن انتصار كلينتون اكتساح شمال شرق الولايات المتحدة، وفاز بالعديد من الولايات في الغرب الأوسط والغرب والجنوب. في انتخابات الكونغرس المتزامنة، احتفظ الديمقراطيون بالسيطرة على مجلسي الكونغرس. استخدم كلينتون خطابه الافتتاحي للتعامل مع تفويضه غير المؤكد من الناخبين ونقص الخبرة الوطنية. اعتمد بشكل كبير على دراسته الطويلة للكتاب المقدس البروتستانتي، وتعليمه في جامعة جورجتاون الكاثوليكية، والخطابات الافتتاحية لرونالد ريغان، وريتشارد نيكسون، وجون كينيدي، وجيمي كارتر، وودرو ويلسون.

## الإدارة
أصبح ماك ماكلارتي، صديق كلينتون منذ فترة طويلة، والذي قاد مهنة تجارية ناجحة وعمل رئيسًا لحزب أركنساس الديمقراطي، كبير موظفي كلينتون الأول. أقنع كلينتون لويد بنتسين، عضو مجلس الشيوخ عن ولاية تكساس والمرشح الديمقراطي لمنصب نائب الرئيس لعام 1988، بالعمل كوزير للخزانة. في بداية ولاية كلينتون الأولى، كان بينسين، ومدير مكتب الإدارة والموازنة ليون بانيتا، ووزير العمل روبرت رايش، ومنسق السياسة روبرت روبين من كبار المستشارين الاقتصاديين لكلينتون. قاد فريق السياسة الخارجية لفترة ولاية كلينتون مستشار الأمن القومي أنتوني ليك ووزير الخارجية وارن كريستوفر، وكلاهما شغل مناصب في إدارة كارتر. برز نائب الرئيس غور والسيدة الأولى هيلاري كلينتون كاثنين من أكثر الشخصيات نفوذاً في إدارة كلينتون، وطلب كلينتون آراءهما حول مجموعة واسعة من القضايا.
قرر كلينتون تعيين أول مدعي عام، واستقر على محامي الشركات غير المعروف زوي بيرد. فيما أصبح يعرف باسم قضية نانيغيت، كشفت اللجنة القضائية بمجلس الشيوخ أن بيرد وظفت زوجين من بيرو، كلاهما مهاجرون غير شرعيين، للعمل في منزلها. سحبت بيرد ترشيحها واختار كلينتون بعد ذلك كيمبا وود، الذي اضطر إلى الانسحاب بسرعة بسبب مشاكل مشابهة إلى حد ما. رُشحت جانيت رينو، وهي محامية ولاية فلوريدا، لمنصب النائب العام بعد ذلك بأسابيع قليلة، وحصلت على الموافقة في مارس 1993. بعد أن واجه صعوبة في هذه الترشيحات، بالإضافة إلى ترشيح لاني غوينير، جلب كلينتون ديفيد غيرن، الذي خدم في الإدارات الجمهورية، ليكون بمثابة مستشار للرئيس. استقال وزير الدفاع ليه أسبين في أعقاب معركة مقديشو، وخلفه ويليام بيري. غادر بينسين وماكلارتي منصبهما أيضًا في عام 1994، واستُبدلا بروبين وبانيتا، على التوالي.
بعد إعادة انتخاب كلينتون، تنحى بانيتا وحل محله نائب كبير الموظفين السابق إرسكين بولز. أصبحت مادلين أولبرايت أول وزيرة للخارجية، وخلفت ساندي بيرغر ليك كمستشارة للأمن القومي، وأصبح السناتور الجمهوري السابق وليام كوهين وزيرًا للدفاع. وفقا للمراسل جون هاريس، جعلت علاقة بيرغر الوثيقة مع كلينتون من شخصية السياسة الخارجية الرائدة في ولاية كلينتون الثانية، وكذلك مستشار الأمن القومي الأكثر نفوذًا منذ هنري كيسنجر. تولى جون بوديستا منصب كبير الموظفين في عام 1998، بينما حل لورنس سمرز محل روبين كوزير للخزانة في عام 1999.